# Nothostrasseria dendritica
Nothostrasseria dendritica är en svampart som först beskrevs av Clifford George Hansford, och fick sitt nu gällande namn av Nag Raj 1983. Nothostrasseria dendritica ingår i släktet Nothostrasseria och familjen Teratosphaeriaceae.   Inga underarter finns listade i Catalogue of Life.